# Pseudocalamobius taiwanensis
Pseudocalamobius taiwanensis là một loài bọ cánh cứng trong họ Cerambycidae.